# Abraham Lincoln High School
Вища школа Авраама Лінкольна також Вища школа ім. Авраама Лінкольна (англ. Abraham Lincoln High School) — Лінкольнська середня школа, яку зазвичай називають просто Лінкольнською вищою школою, розташована в районі Лінкольн-Гайтс у Лос-Анджелесі, штат Каліфорнія, США. Розташований у районі Істсайд Лос-Анджелес, оточений Ель-Серено, Чайнатауном, Бойл-Гайтс і Сайпрес-парком. Школа названа на честь Авраама Лінкольна, 16-го президента Сполучених Штатів, і була однією з перших державних середніх шкіл, заснованих у Каліфорнії. Це одна із середніх шкіл 5 округу Об’єднаного шкільного округу Лос-Анджелеса, другого за величиною шкільного округу в США.
Студенти Лінкольна приїжджають з китайського кварталу та інших районів. Мешканці Сайпрес-парку можуть відвідувати вищу школу Лінкольна або вищу школу Франкліна.

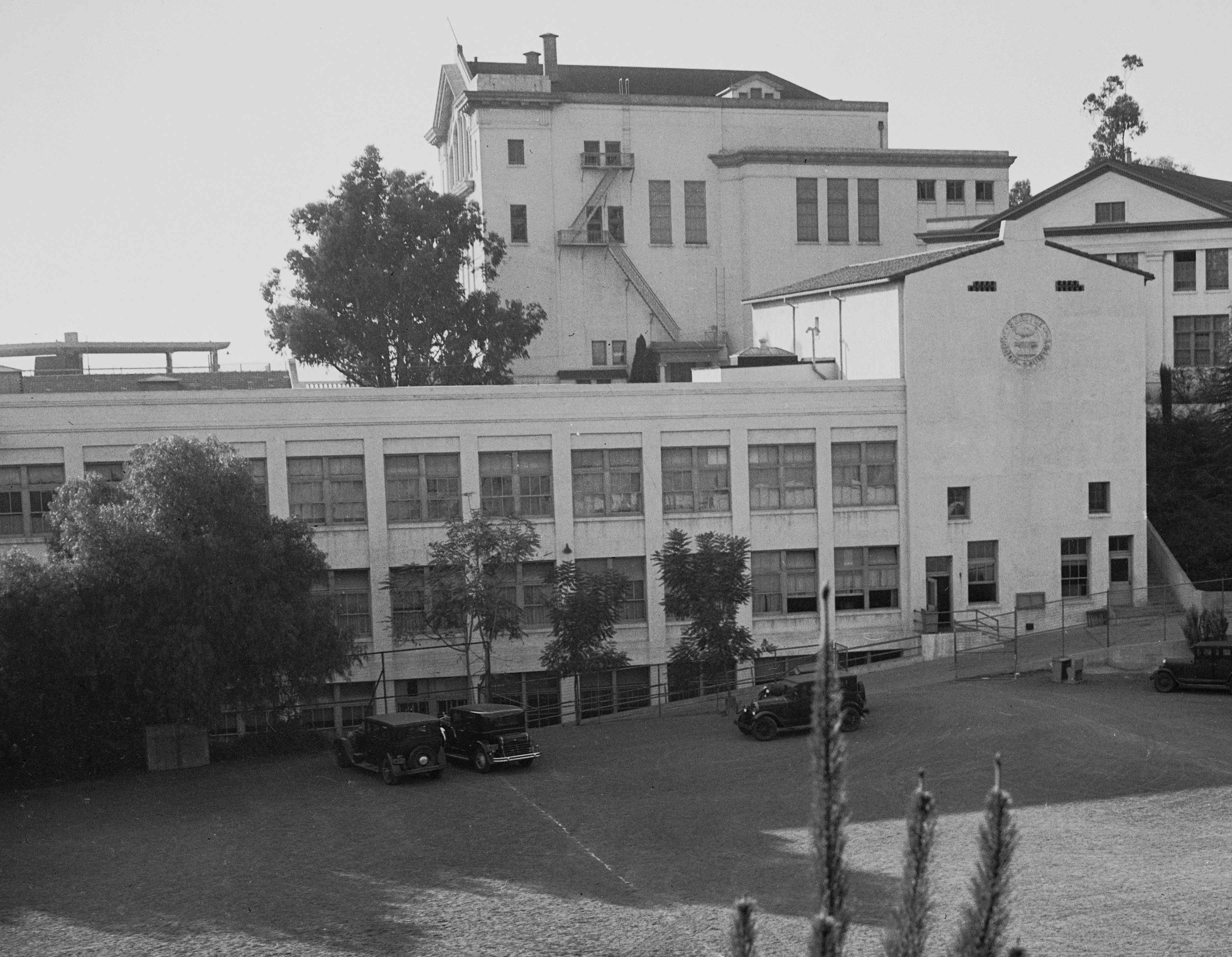
Лінкольнська середня школа в 1920-х роках.

## Історія
Рання історія Lincoln High School надзвичайно складна, оскільки протягом багатьох років вона обслуговувала всі три типові класи: початкова школа, середня школа та старша школа. Те, що згодом стало Lincoln High School, спочатку було засновано в 1878 році як Avenue 21 Grammar School. До 1913 року школа Avenue 21 стала середньою школою, а кількість студентів зросла настільки, що знадобився новий кампус. Того року середня школа переїхала на нинішнє місце Лінкольнської середньої школи, а навчальний план було розширено, щоб включити старші класи середньої школи. Це означає справжній початок Lincoln High. Очікуючи на будівництво нової школи (теперішнє місце) на території колишнього особняка Чарльза Вулвіна, проміжна школа на Авеню 21 переїхала на схил пагорба (нині це поле для фізкультури та легкої атлетики), де учні навчалися під деревами. На початку 1970-х учні всіх шести старших класів відвідували школу разом.